# Timmo Niesner
Timmo Niesner (* 5. November 1971 in Berlin) ist ein deutscher Schauspieler, Synchronsprecher, Dialogbuchautor, Synchronregisseur sowie Hörspiel- und Hörbuchsprecher.

## Biografie
Timmo Niesner hatte seinen Durchbruch als 12-Jähriger in der Fernsehserie Ich heirate eine Familie, in der er den ältesten Sohn Markus spielte.
Er ist unter anderem die feste Synchronstimme von Elijah Wood, Topher Grace, Peter Sarsgaard, Shahid Kapoor, Tom Welling, Zachary Quinto, Paul Dano und Eddie Redmayne.

## Filmografie
- 1983–1986: Ich heirate eine Familie
- 1984: Der Schrei des Shi-Kai
- 1984–1985: Eine Klasse für sich
- 1985: Küken für Kairo (Kinderfilm – Regie: Arend Agthe)
- 1993: Gute Zeiten, schlechte Zeiten
- 1994–1995: Frauenarzt Dr. Markus Merthin
- 1995: Ein Fall für zwei – Mordsgefühle

## Sprechrollen und Hörbücher (Auswahl)
Dominic Cooper
- 2008: Mamma Mia!, Rolle: Sky
- 2011: Captain America: The First Avenger, Rolle: Howard Stark
- 2015–2016: Marvel’s Agent Carter (Fernsehserie), Rolle: Howard Stark
- 2018: Mamma Mia! Here We Go Again, Rolle: Sky

Eddie Redmayne
- 2014: Die Entdeckung der Unendlichkeit, Rolle: Stephen Hawking
- 2015: Birdsong – Gesang vom großen Feuer, Rolle: Stephen Wraysford
- 2015: The Danish Girl, Rolle: Einar Wegener/Lili Elbe
- 2016: Phantastische Tierwesen und wo sie zu finden sind, Rolle: Newt Scamander
- 2018: Phantastische Tierwesen: Grindelwalds Verbrechen, Rolle: Newt Scamander
- 2019: The Aeronauts, Rolle: James Glaisher
- 2022: Phantastische Tierwesen: Dumbledores Geheimnisse, Rolle: Newt Scamander

Elijah Wood
- 1999: Black and White
- 2001: Der Herr der Ringe: Die Gefährten, Rolle: Frodo Beutlin
- 2002: Der Herr der Ringe: Die zwei Türme, Rolle: Frodo Beutlin
- 2002: All I Want, Rolle: Jones
- 2003: Mission 3D, Rolle: Der
- 2003: Der Herr der Ringe: Die Rückkehr des Königs, Rolle: Frodo Beutlin
- 2004: Vergiss mein nicht!, Rolle: Patrick
- 2005: Hooligans, Rolle: Matt Buckner
- 2006: Bobby, Rolle: William Avery
- 2008: Oxford Murders, Rolle: Martin
- 2009: #9, Rolle: #9
- 2010: Family Guy: „Der Durchbruch“, Rolle: Elijah Wood
- 2012: Der Hobbit: Eine unerwartete Reise, Rolle: Frodo Beutlin
- 2012: Alexandre Ajas Maniac, Rolle: Frank Zito
- 2012: Revenge for Jolly, Rolle: Thomas
- 2012: Die Schatzinsel, Rolle: Ben Gunn
- 2013: Gangster Chronicles, Rolle: Johnny Shaw
- 2013: Grand Piano – Symphonie der Angst, Rolle: Tom Selznick
- 2013–2015: Wilfred (Fernsehserie), Rolle: Ryan Newman
- 2014: Cooties, Rolle: Clint
- 2014: Open Windows, Rolle: Nick Chambers
- 2015: The Last Witch Hunter, Rolle: Dolan der 37.
- 2016–2017: Dirk Gentlys holistische Detektei (Fernsehserie), Rolle: Todd Brotzman
- 2017: Fremd in der Welt, Rolle: Tony

Henry Thomas
- 1982: E.T. – Der Außerirdische, Rolle: Elliot
- 1994: Legenden der Leidenschaft, Rolle: Samuel

James Marsden
- 2008: 27 Dresses, Rolle: Kevin Doyle
- 2011: Straw Dogs – Wer Gewalt sät, Rolle: David Sumner

Paul Dano
- 2007: There Will Be Blood, Rolle: Eli / Paul Sunday
- 2012: Looper, Rolle: Seth
- 2012: Ruby Sparks – Meine fabelhafte Freundin, Rolle: Calvin Weir-Fields
- 2013: Prisoners, Rolle: Alex Jones
- 2014: 12 Years a Slave, Rolle: Tibeats
- 2014: Love & Mercy, Rolle: Brian Wilson (Vergangenheit)
- 2015: Ewige Jugend, Rolle: Jimmy Tree
- 2016: Swiss Army Man, Rolle: Hank
- 2017: Okja, Rolle: Jay
- 2022: The Batman, Rolle: Edward Nashton/Riddler
- 2024: Spaceman: Eine kurze Geschichte der böhmischen Raumfahrt, Rolle: Hanuš

Peter Sarsgaard
- 1999: Willkommen in Freak City, Rolle: Cal Jackson
- 2002: The Salton Sea, Rolle: Jimmy
- 2004: Garden State, Rolle: Mark
- 2005: Flightplan – Ohne jede Spur, Rolle: Gene Carson
- 2005: Der verbotene Schlüssel, Rolle: Luke
- 2005: Jarhead – Willkommen im Dreck, Rolle: Troy
- 2009: Orphan – Das Waisenkind, Rolle: John Coleman
- 2011: Green Lantern, Rolle: Hector Hammond
- 2020: The Lie, Rolle: Jay Logan

Takeshi Kusao
- 1990: Record of Lodoss War, Rolle: Parn
- 2005: Record of Lodoss War, Rolle: Parn

Tom Welling
- 2001–2011: Smallville (Fernsehserie), Rolle: Clark Kent
- 2003: Im Dutzend billiger, Rolle: Charlie Baker
- 2005: Im Dutzend billiger 2 – Zwei Väter drehen durch, Rolle: Charlie Baker
- 2005: The Fog – Nebel des Grauens, Rolle: Nick Castle
- 2017–2018: Lucifer (Fernsehserie), Rolle: Marcus Pierce

Topher Grace
- 2002: Ocean’s Eleven, Rolle: Topher Grace
- 2003: Mona Lisas Lächeln, Rolle: Tommy Donegal
- 2004: Total verknallt in Tad Hamilton, Rolle: Pete Monash
- 2004: P.S. – Liebe auf Anfang, Rolle: F. Scott Feinstadt
- 2004: Reine Chefsache, Rolle: Carter Duryea
- 2004: Ocean’s 12, Rolle: Topher Grace
- 2007: Spider-Man 3, Rolle: Eddie Brock/Venom
- 2010: Valentinstag, Rolle: Jason Morris
- 2014: Interstellar, Rolle: Getty
- 2015: Playing It Cool, Rolle: Scott
- 2015: American Ultra, Rolle: Adrian
- 2015: Der Moment der Wahrheit, Rolle: Mike Smith
- 2017: War Machine, Rolle: Matt Little
- 2018: BlacKkKlansman, Rolle: David Duke

Zachary Quinto
- 2009: Star Trek, Rolle: Cmdr. Spock
- 2011–2012: American Horror Story (Fernsehserie), Rolle: Chad Warwick, Dr. Oliver Thredson
- 2013: Star Trek Into Darkness, Rolle: Lt. Cmdr. Spock
- 2015: Hitman: Agent 47, Rolle: John Smith
- 2016: Star Trek Beyond, Rolle: Lt. Cmdr. Spock
- 2016: Snowden, Rolle: Glenn Greenwald
- 2018: Hotel Artemis, Rolle: Crosby Franklin
- 2019: High Flying Bird, Rolle: David Starr
- 2019–2020: NOS4A2, Rolle: Charlie Manx

### Filme
- 1982: Frédérick Legros – Herrscher der Zeit, Rolle: Piel
- 1984: Noah Hathaway – Die unendliche Geschichte, Rolle: Atréyu
- 1985: Sean Astin – Die Goonies, Rolle: Mikey
- 1985: Corey Haim – Werwolf von Tarker Mills, Rolle: Marty[1]
- 1986: River Phoenix – Stand by Me – Das Geheimnis eines Sommers, Rolle: Chris Chambers
- 1998: Jeremy Davies – Der Soldat James Ryan, Rolle: Corporal Timothy Upham
- 1999: Paul Walker – Varsity Blues, Rolle: Lance Harbor
- 2003: Cillian Murphy – Das Mädchen mit dem Perlenohrring, Rolle: Pieter
- 2003: Seth Green – The Italian Job – Jagd auf Millionen, Rolle: Lyle
- 2004: Rupert Evans – Hellboy, Rolle: John Myers
- 2004: Jonathan Rhys Meyers – Match Point, Rolle: Chris Wilton
- 2005: Eric Balfour – In den Schuhen meiner Schwester, Rolle: Grant
- 2008: WALL·E – Der Letzte räumt die Erde auf, Rolle: WALL·E
- 2009: Jared Leto – Mr. Nobody, Rolle: Nemo Nobody
- 2015: Chappie, Rolle: Chappie
- 2015: Star Wars: Das Erwachen der Macht, Rolle: Admiral Statura
- 2016: Trolls, Rolle: Creek
- 2016: Ryan Hansen – Central Intelligence, Rolle: Steve
- 2019: Sam Riley – Maleficent: Mächte der Finsternis, Rolle: Diaval
- 2023: Kevin Michael Richardson – Der Super Mario Bros. Film, Rolle: Kamek

### Serien
- 1990: Taj Johnson – Parker Lewis – Der Coole von der Schule, Rolle: Frank Lemmer
- 1995: Mitsuo Iwata – Golden Boy, Rolle: Kintaro Oe
- 2000: Romi Paku – Digimon 02, Rolle: Ken Ichijoji aka Digimon Kaiser
- 2001: Yuji Ueda – X – Die Serie, Rolle: Kakyō Kuzuki
- 2001: Scott Foley – Scrubs – Die Anfänger, Rolle: Sean Kelly
- 2001: Scott Grimes – Band of Brothers – Wir waren wie Brüder, Rolle: TSgt. Donald Malarkey
- 2001: Devon Gummersall – Roswell, Rolle: Sean DeLuca
- 2001: Al Santos – Starlets, Rolle: Johnny Bishop/Brad Johnson
- 2002–2004: Patrick Currie – Stargate – Kommando SG-1, Rolle: Fünfter
- 2003: Tom Hern – The Tribe, Rolle: Ram
- 2003: James McAvoy – Children of Dune, Rolle: Leto Atreides
- 2003: Cold Case – Kein Opfer ist je vergessen; Rolle: Hermann Lester
- 2003–2005: Adam MacDonald – Missing – Verzweifelt gesucht, Rolle: Douglas Mastriani
- 2004: Abenteuer 1900 – Leben im Gutshaus (Off-Sprecher)
- 2005: Devon Gummersall – Monk (Staffel 3.05) Rolle: Phil Bedard
- 2005/2006: Jeff Hephner – O.C., California, Rolle: Matt Ramsey
- 2005–2010: David Krumholtz – Numbers – Die Logik des Verbrechens, Rolle: Charlie Eppes
- 2006: Tim Rozon – Instant Star, Rolle: Tom Quincy
- 2007–2010: Milo Ventimiglia – Heroes, Rolle: Peter Petrelli
- 2008/2012: Christian Camargo – Dexter, Rolle: Rudy Cooper/Brian Moser
- 2009: Brian Poth – Prison Break, Rolle: Brian Anderson
- 2011–2012: Der kleine Prinz – Rolle: Der kleine Prinz
- 2020–2022: Stargirl (Fernsehserie)

### Sonstige Filme
- 2004: Die chinesischen Schuhe (Dokumentarfilm – Sprecher)

### Hörbücher und Hörspiele (Auswahl)
Als Dorgan Fink ist er in der Hörspiel-Mysteryserie Gabriel Burns zu hören; in der Fantasyserie Abseits der Wege spricht er die Hauptrolle Gaston Glück.
- 2007: Die Drachenchroniken: Das magische Drachenauge von Dugald A. Steer, Hörbuch, Berlin: Der Audio Verlag.
- 2008: Jules Verne; Reise zum Mittelpunkt der Erde; Hörbuch, Audible Studios (Verlag)
- 2009: Darkside von Tom Becker, Berlin: Der Audio Verlag.
- 2009: Der Herr der Ringe und die Philosophie von Gregory Bassham und Eric Bronson (Herausgeber), Lübbe Audio, ISBN 978-3-7857-4252-5 (Hörbuch)
- 2013: Merle und die fließende Königin von Kai Meyer und David Holy, Holysoft GmbH.
- 2013–2015: Die letzten Helden (3. Akt, Folge 13–17) als Carlos Gigante
- 2014:  Jonah: Die Lehrjahre, Der Aufstieg, Das Imperium von Rebecca Gablé, Audible. (Hörspiel)
- 2015: Phantastische Tierwesen & wo sie zu finden sind von Joanne K. Rowling, Audible. (Hörbuch)
- 2020: Rabbits. Dein Spiel. Dein Risiko. von Terry Miles, der Hörverlag. (Hörspiel)
- 2021: VERGISSMEINNICHT – WAS MAN BEI LICHT NICHT SEHEN KANN von Kerstin Gier (gemeinsam mit Jasna Fritzi Bauer), Argon Verlag, ISBN 978-3-8398-4267-6 (Hörbuch)
- 2021: Nachrichten aus Mittelerde von J.R.R. Tolkien (gemeinsam mit Gert Heidenreich), der Hörverlag, ISBN 978-3-8445-4409-1 (Hörbuch)
- 2022: Rabbits – Spiel um dein Leben von Terry Miles (gemeinsam mit Toini Ruhnke), der Hörverlag, ISBN 978-3-8445-4166-3 (Hörbuch-Download)
- 2022: Die Entführung von Logan Macx, Hörbuch Hamburg, ISBN 978-3-7456-0404-7 (Swift & Hawk, Cyberagenten 1)
- 2023: Der Untergang von Númenor von J.R.R. Tolkien (gemeinsam mit Gert Heidenreich & Johannes Steck), der Hörverlag, ISBN 978-3-8445-4934-8

## Videospiele
- 2002: Dee Bradley Baker – Stimme in Kingdom Hearts, Rolle: Wakka
- 2006: Elijah Wood – Stimme in Die Legende von Spyro: Der Neubeginn, Rolle: Spyro
- 2007: Elijah Wood – Stimme in Die Legende von Spyro: Die Ewige Nacht, Rolle: Spyro
- 2008: Elijah Wood – Stimme in Die Legende von Spyro: Der Aufgang des Drachen, Rolle: Spyro
- 2014: Dan Jeannotte – Stimme in Assassin’s Creed Unity, Rolle: Arno Victor Dorian
- 2014: Bryce Hodgson – Stimme in Far Cry 4, Rolle: Reggie